# Згорнє Побрежє
Згорнє Побрежє (словен. Zgornje Pobrežje) — поселення в общині Речиця-об-Савиньї, Савинський регіон, Словенія.